# Lliga alemanya de bàsquet
La Lliga alemanya de bàsquet, anomenada en alemany Basketball Bundesliga, és la màxima competició de basquetbol d'Alemanya i està formada per 18 equips. Tot i que la seva primera edició fou l'any 1939, amb victòria del LSV Spandau, la segona no arribà fins al 1947 a causa de la Segona Guerra Mundial. L'any 1966 esdevingué professional i entre 2001 i 2003 fou esponsoritzada i s'anomenà s.Oliver BBL. L'equip que més lligues ha guanyat és el Bayer Giants Leverkusen, amb 14 títols, encara que el dominador en els últims anys és el Brose Baskets Bamberg, que ha guanyat 6 títols des de l'any 2005.

## Equips participants (temporada 2023-2024)
| Equip                           | Ciutat       |
| ------------------------------- | ------------ |
| ALBA Berlin                     | Berlín       |
| Basketball Löwen Braunschweig   | Braunschweig |
| BG Göttingen                    | Göttingen    |
| Brose Baskets                   | Bamberg      |
| EWE Baskets Oldenburg           | Oldenburg    |
| FC Bayern de Múnic (basquetbol) | Múnic        |
| HAKRO Merlins Crailsheim        | Crailsheim   |
| Hamburg Towers                  | Hamburg      |
| MHP Riesen Ludwigsburg          | Ludwigsburg  |
| Rasta Vechta                    | Vechta       |
| Ratiopharm Ulm                  | Ulm          |
| s.Oliver Würzburg               | Würzburg     |
| Telekom Baskets Bonn            | Bonn         |
| MLP Academics Heidelberg        | Heidelberg   |
| Niners Chemnitz                 | Chemnitz     |
| Rostock Seawolves               | Rostock      |
| Syntainics MBC                  | Weißenfels   |
| Tigers Tübingen                 | Tübingen     |

## Guanyadors
| - 1939: LSV Spandau - 1940-46: no es disputà - 1947: Schwabing München - 1948: TB Heidelberg - 1949: Schwabing München - 1950: BC Stuttgart-Degerloch - 1951: TB Heidelberg - 1952: TB Heidelberg - 1953: TB Heidelberg - 1954: FC Bayern de Múnic (basquetbol) - 1955: FC Bayern de Múnic (basquetbol) - 1956: ATV Düsseldorf - 1957: USC Heidelberg - 1958: USC Heidelberg - 1959: USC Heidelberg - 1960: USC Heidelberg - 1961: USC Heidelberg - 1962: USC Heidelberg - 1963: Alemannia Aachen - 1964: Alemannia Aachen - 1965: MTV Giessen - 1966: USC Heidelberg - 1967: MTV Giessen - 1968: MTV Giessen - 1969: VfL Osnabrück |  | - 1970: TuS Leverkusen - 1971: TuS Leverkusen - 1972: TuS Leverkusen - 1973: USC Heidelberg - 1974: SSV Hagen - 1975: MTV Giessen - 1976: TuS Leverkusen - 1977: USC Heidelberg - 1978: MTV Giessen - 1979: TuS Leverkusen - 1980: SSC Göttingen - 1981: BSC Saturn Köln - 1982: BSC Saturn Köln - 1983: ASC Göttingen - 1984: ASC Göttingen - 1985: Bayer Leverkusen - 1986: Bayer Leverkusen - 1987: BSC Saturn Köln - 1988: BSC Saturn Köln - 1989: Steiner Bayreuth - 1990: Bayer Leverkusen - 1991: Bayer Leverkusen - 1992: Bayer Leverkusen - 1993: Bayer Leverkusen - 1994: Bayer Leverkusen |  | - 1995: Bayer Leverkusen - 1996: Bayer Leverkusen - 1997: ALBA Berlin - 1998: ALBA Berlin - 1999: ALBA Berlin - 2000: ALBA Berlin - 2001: ALBA Berlin - 2002: ALBA Berlin - 2003: ALBA Berlin - 2004: Frankfurt Skyliners - 2005: GHP Bamberg - 2006: RheinEnergie Köln - 2007: Brose Baskets Bamberg - 2008: ALBA Berlin - 2009: EWE Baskets Oldenburg - 2010: Brose Baskets Bamberg - 2011: Brose Baskets Bamberg - 2012: Brose Baskets Bamberg - 2013: Brose Baskets Bamberg - 2014: Bayern de Münic - 2015: Brose Baskets Bamberg - 2016: Brose Baskets Bamberg - 2017: Brose Baskets Bamberg - 2018: Bayern de Münic - 2019: Bayern de Münic |  | - 2020: ALBA Berlin - 2021: - 2022: - 2023: Ratiopharm Ulm |